# Geografia della Bulgaria

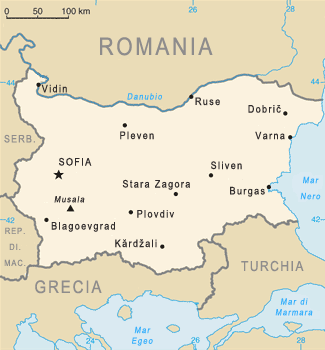
Cartina della Bulgaria

La Bulgaria è uno Stato situato nell'Europa sud-orientale, confinante con Romania, Serbia, Macedonia del Nord, Grecia, Turchia, Mar Nero e Repubblica di Kosova Il confine settentrionale con la Romania è formato dal fiume Danubio fino a Silistra. L'estensione del territorio è di 110 550 km²: è poco più grande dell'Islanda e dello Stato americano del Tennessee. Il Paese si trova sulla costa occidentale del Mar Nero e confina con la Romania a nord, la Grecia e la Turchia a sud e i Paesi della ex-Jugoslavia a ovest. Considerando la sua piccola estensione, la Bulgaria ha una grande varietà di caratteristiche topografiche: anche all'interno di piccole aree del Paese, la terra si divide in pianure, colline, montagne, bacini e valli profonde. Il centro geografico della Bulgaria si trova presso Uzana. Le coordinate geografiche sono 43°N 25°E.

## Confini
Confina a nord con la Romania, a est con il mar Nero, a sud con Grecia e Turchia, e a ovest con Macedonia del Nord e Serbia. Anche se eventi storici esterni hanno spesso cambiato i confini nazionali della Bulgaria nel suo primo secolo di esistenza, le caratteristiche naturali del territorio hanno definito la maggior parte dei confini dopo il 1944, e nessun gruppo significante di persone ha sofferto di difficoltà economiche serie a causa della disposizione dei confini. La Bulgaria del dopoguerra conteneva un'alta percentuale di bulgari etnici, anche se sono avvenute numerose migrazioni sia in entrata sia in uscita dal Paese. Nessuno dei confini del Paese era ufficialmente in discussione nel 1991, anche se alcuni nazionalisti bulgari continuano ad affermare che la condivisione bulgara della Macedonia, insieme alla Macedonia del Nord e alla Grecia, è insoddisfacente, data la connessione etnica tra macedoni e bulgari.
La Bulgaria ha confini per un totale di 2 264 km. I fiumi ne coprono circa 680 km e la costa del mar Nero circa 400 km; i confini meridionali e occidentali sono definiti soprattutto da catene di montagne su terreni alti. I confini occidentali e settentrionali vengono condivisi rispettivamente con la Serbia e la Romania, e la linea costiera del Mar Nero costituisce tutto il confine orientale. Il confine rumeno segue il Danubio per 464 km dall'angolo nord-occidentale del Paese fino alla città di Silistra e quindi corre sulla terra ferma verso est-sudest per 136 km. Il Danubio, con rive scoscese sul lato bulgaro, e un'ampia area di paludi sul lato rumeno, è uno dei confini più efficaci dell'intera Europa. La linea attraverso la Dobrugia è arbitraria ed è stata ridisegnata varie volte secondo alcuni trattati internazionali. In questo processo, la maggior parte degli abitanti con forti preferenze nazionali si è spostata nel Paese da loro scelto. I confini a sud sono condivisi con la Grecia e la Turchia, il confine greco è lungo 491 km, mentre quello turco ha una lunghezza di 240 km.

## Topografia
La caratteristica principale della topografia bulgara sono strisce alternate di terreni bassi e alti che vanno dall'oriente all'occidente del paese. Da nord a sud queste strisce sono la piana danubiana, la Stara Planina (i monti Balcani), la piana tracia e i monti Rodopi. Le parti più orientali del Paese sono collinose, ma l'altezza aumenta gradualmente andando verso ovest fino alla parte più occidentale, interamente su terreni alti.
Più di due terzi del Paese sono rappresentati da pianure, altipiani o terre collinose a meno di 600 m. Le pianure (al di sotto dei 200 m) compongono il 31% del territorio, altipiani e colline (dai 200 ai 600 m) sono il 41%, le basse montagne (dai 600 ai 1 000 m), il 10%, le montagne di media altezza (dai 1 000 ai 1 500 m) il 10%, e le alte montagne (al di sopra dei 1 500 m) sono il 3%. L'altitudine media del paese è 470 m.

### Piana danubiana
La piana danubiana si estende dai confini occidentali fino al mar Nero. Comprende l'area tra il fiume Danubio, costituisce la maggior parte del confine settentrionale del Paese, e la Stara Planina a sud. L'altopiano si alza gentilmente dalle coste rocciose del fiume e arriva fino a monti di altezza compresa tra i 750 e i 950 m. L'altopiano, un'area fertile con colline ondulate, è il granaio del Paese.

### Stara Planina
Il confine meridionale della piana danubiana si fonde con le prime alture della Stara Planina, a volte considerata la parte bulgara dei monti Carpazi. I Carpazi assomigliano a una S rovesciata, dato che corrono verso est dalla Repubblica Ceca e dalla Slovacchia lungo il confine settentrionale della Romania, curvano a sud nel mezzo del territorio rumeno e quindi correndo verso ovest, dove sono conosciuti come Alpi Transilvaniche. La catena montuosa continua di nuovo verso est alle porte di ferro, una gola lungo il Danubo sul confine rumeno-serbo. A quel punto diventano la Stara Planina in Bulgaria.
La Stara Planina ha origine nella valle di Timok in Serbia e corre verso sud verso il bacino di Sofia nella Bulgaria centro-occidentale. Da qui proseguono verso il Mar Nero a est. Conosciuta anche come monti Balcani, è lunga 600 km e larga dai 30 ai 50 km. Mantiene la propria altezza nella Bulgaria centrale, dove il monte Botev, il punto più alto dei Balcani, raggiunge circa 2 376 m. La catena continua quindi con un'altitudine minore verso le coste del mar Nero. Attraversando la maggior parte della Bulgaria, i Balcani formano lo spartiacque tra i fiumi che si riversano nel Danubio e quelli che finiscono a sfociare nel mar Egeo. Alcuni piccoli fiumi sulla costa occidentale sfociano direttamente nel Mar Nero. La Sredna Gora è una piccola catena montuosa lunga circa 160 km e alta circa 1 600 m, che corre da est a ovest parallela alla Stara Planina. Incuneata tra le due catene c'è la valle delle rose, famosa per l'olio di rose qui prodotto per la profumeria e i liquori.

### Valle di Subbalka e pianura Tracia
I pendii meridionali dei Monti Balcani e la Sredna Gora aprono la via verso la pianura Tracia e il bacino di Sofia. Quasi di forma triangolare, la pianura Tracia ha origine in un punto a est dei monti vicino a Sofia e si allarga a est verso il mar Nero. Include la valle del Marica e le terre che si estendono dal fiume fino al mar Nero. Come la piana danubiana, la maggior parte della piana tracia è collinosa e non una vera e propria pianura ma la maggior parte dei terreni è adatta alla coltivazione.
Il bacino più largo della Bulgaria è il bacino di Sofia. Largo circa 24 km e lungo 96 km, il bacino contiene la capitale e l'area immediatamente circostante. La via lungo i bacini e le valli da Belgrado a Istanbul (ex Costantinopoli) attraverso Sofia è stata storicamente importante fin dai tempi dell'Impero romano, determinando l'importanza strategica della penisola balcanica. Le città più grandi della Bulgaria sono state fondate su questa via. Paradossalmente, anche se i monti hanno reso molte città e villaggi bulgari quasi inaccessibili, la Bulgaria è sempre stata teatro d'invasioni, dato che non c'è nessun reale ostacolo naturale che blocchi la strada verso Sofia.

### Massiccio del Rila e Rodopi

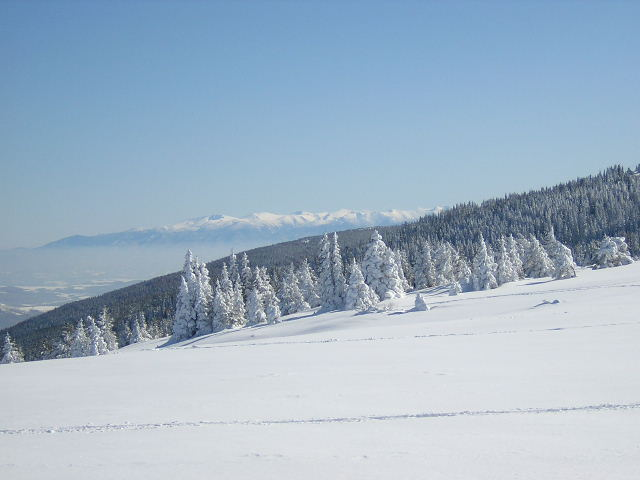
Panorama invernale del Vitoša, con le montagne del complesso del Rila sullo sfondo

Montagne relativamente alte occupano l'area tra la pianura Tracia e il bacino di Sofia e il confine greco a sud. Le parti occidentali consistono di tre catene: il monte Vitoša, a sud di Sofia, i monti del Rila ancora più a sud e i monti del Pirin nell'angolo sud-occidentale del Paese. Queste sono le caratteristiche topografiche più notevoli della Bulgaria e dell'intera penisola balcanica. La catena del Rila include il monte Mussala, i cui 2 925 metri lo rendono il picco più alto della penisola balcanica. Circa altre dodici cime sul Rila superano i 2 600 metri. Le cime più alte sono caratterizzate da rocce nude sparse e piccoli laghi al di sopra della linea della foresta. Le cime più basse, a ogni modo, sono coperte da una vegetazione di tipo alpino che dona un colore verde a tutta la catena. La catena del Pirin è caratterizzata da picchi e fianchi rocciosi. La cima più alta è il monte Vihren, che con 2 915 m è la seconda cima più alta in Bulgaria. Più a est si estendono i monti Rodopi.

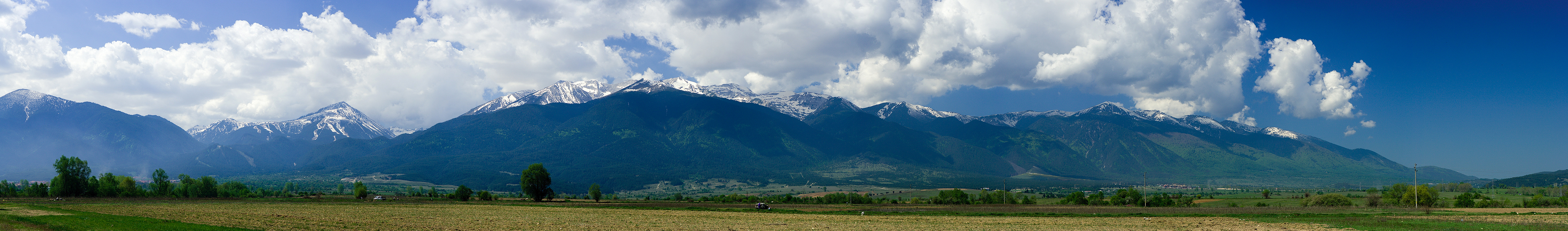
Panorama del Pirin

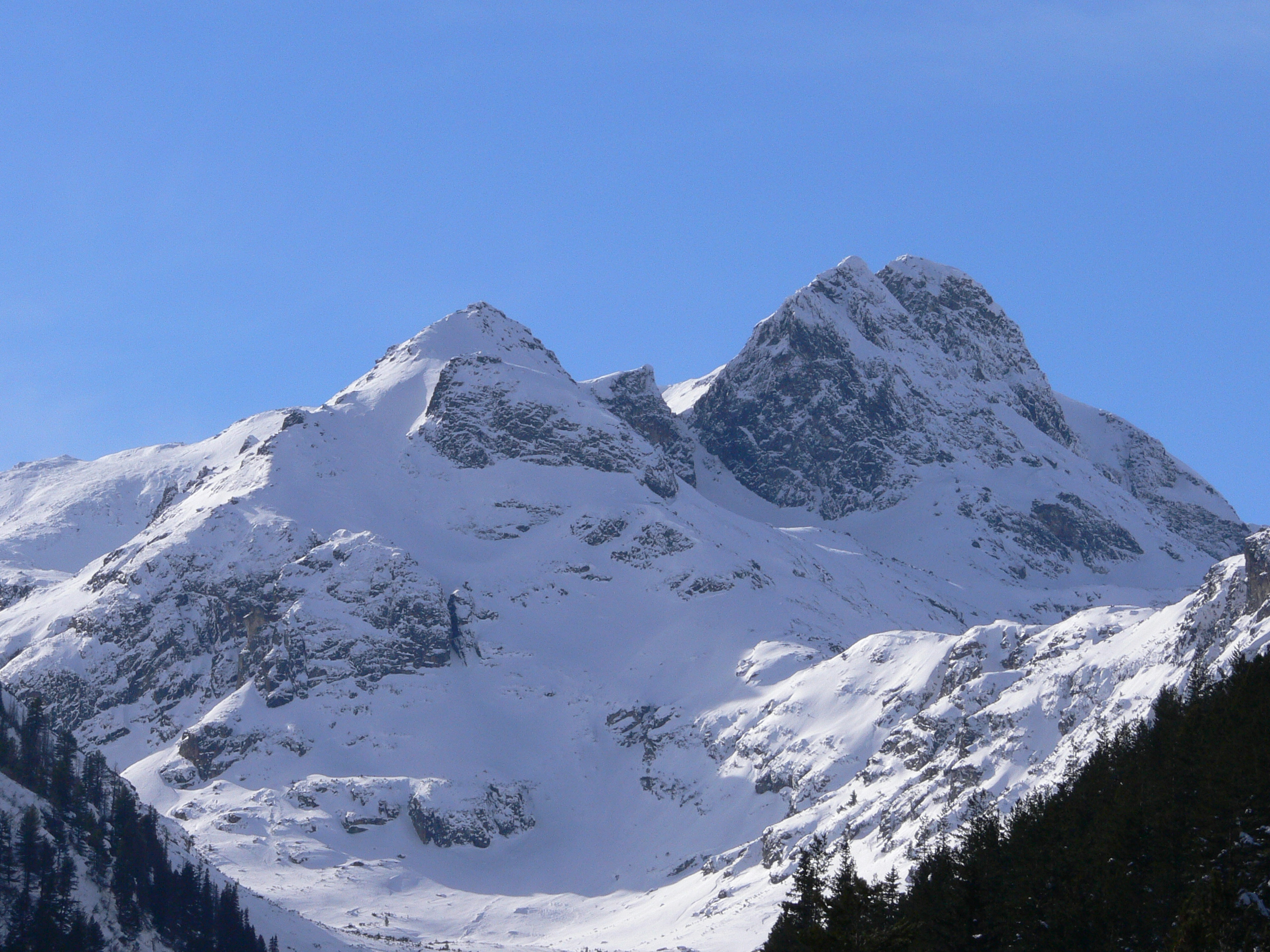
Picchi innevati sul Rila

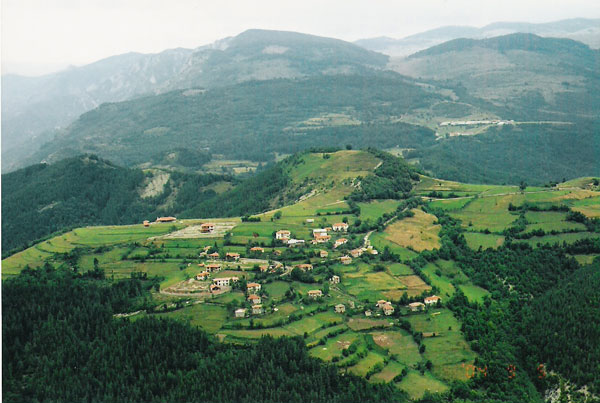
Vista dei monti Rodopi

Una parte significante del territorio bulgaro è soggetta a movimenti sismici. Due aree particolarmente sensibili sono l'area intorno a Gorna Orjahovica nella Bulgaria centro-settentrionale e la Faglia dei Rodopi Occidentali, una vasta area che copre tutto il Rila e le regioni settentrionali del Pirin fino a Plovdiv nella Bulgaria centro-meridionale. Sismi a volte particolarmente forti si percepiscono lungo due linee diagonali che vanno da Skopje, nella Macedonia del Nord, a Razgrad nel nord-est del Paese e dall'Albania verso la parte meridionale della Bulgaria attraverso Plovdiv. Sedici terremoti di alta intensità hanno colpito la Bulgaria tra il 1900 e il 1986, gli ultimi due a Stražica, sulla linea di faglia Skopje-Razgrad. Considerati insieme i due terremoti hanno danneggiato più di 16 000 edifici, la metà molto gravemente. Un villaggio venne completamente raso al suolo, altri seriamente danneggiati. Molti abitanti vivevano ancora in abitazioni temporanee quattro anni dopo.

## Idrografia

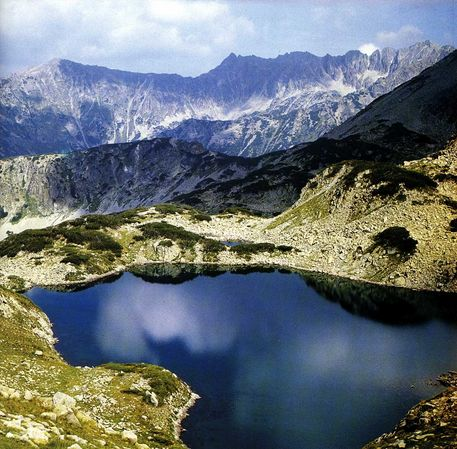
Lago sui monti del Pirin

La Stara Planina divide la Bulgaria in due bacini fluviali quasi uguali. Il bacino più grande confluisce nel Danubio verso il Mar Nero. Questo bacino include l'intera piana danubiana e una zona larga da 48 a 80 km dalla costa. Il secondo bacino confluisce nella pianura Tracia dalla maggior parte delle alture proseguendo verso il mar Egeo a sud. Anche se solo il Danubio è navigabile, molti dei fiumi bulgari hanno un alto potenziale per la produzione di energia idroelettrica e sono utili per l'irrigazione.
Dei vari tributari del Danubio, solo l'Iskăr non nasce sui monti Balcani. L'Iskăr scorre verso il Danubio a nord dalla sorgente sui monti del Rila, passando attraverso i sobborghi orientali di Sofia e attraverso una valle tra i monti Balcani.
Il Danubio riceve dai suoi affluenti bulgari più del 4% del suo volume totale. Durante il suo scorrimento lungo il confine settentrionale, il fiume cresce in larghezza da 1,6 a 2,4 km. Il livello massimo del fiume si raggiunge durante le piene di giugno; si congela in media quaranta giorni all'anno.
Alcuni grandi fiumi scorrono direttamente verso il mar Egeo. La maggior parte di loro scende velocemente dai monti nelle vallate, spesso con cascate. Il Marica, insieme con i suoi affluenti, forma il bacino di gran lunga più ampio dell'intera pianura Tracia, provenendo dallo Sredna Gora, i fianchi meridionali della Stara Planina e dal lato settentrionale dei Rodopi orientali. Dopo aver lasciato il territorio bulgaro, il Marica forma la maggior parte del confine greco-turco. Lo Strimone e il Mesta (che separano i monti del Pirin dalla catena principale dei Rodopi) sono gli altri due fiumi più grandi che si vanno a sfociare nel Mar Egeo. Entrambi raggiungono la foce attraverso il territorio greco.

## Clima
Considerata la piccola superficie, la Bulgaria ha un clima inusualmente variabile e complesso. Il Paese si trova tra le zone climatiche continentale e mediterranea, fortemente contrastanti. I monti e le valli agiscono come una barriera per le masse d'aria, causando contrasti netti nelle condizioni meteorologiche anche a breve distanza. La zona continentale è predominante, poiché le masse d'aria arrivano facilmente nella scoperta piana danubiana. L'influenza continentale, forte durante l'inverno, produce abbondanti nevicate e temperature molto rigide. L'influenza mediterranea aumenta durante la seconda metà dell'estate e provoca calure e secche. L'effetto barriera dei monti Balcani si percepisce attraverso tutto il Paese: in media la Bulgaria settentrionale è di un grado più fredda delle zone pianeggianti meridionali. Dato che il mar Nero è troppo piccolo per influenzare il clima su grandi distanze, ha una propria influenza solo nell'area immediatamente a ridosso della linea costiera.
I monti Balcani rappresentano il confine meridionale dell'area nella quale circolano liberamente le masse d'aria continentali. I monti Rodopi marcano il limite settentrionale del dominio del sistema meteorologico mediterraneo. L'area nel mezzo, che include la pianura della Tracia Settentrionale, è influenzata da una combinazione dei due sistemi, con una predominanza di quello continentale. Questa combinazione produce un clima caratterizzato da estati lunghe e alta umidità. Il clima della regione è più rigido delle altre parti d'Europa alla stessa latitudine. A causa di questo clima di transizione le precipitazioni sono erratiche e possono variare da anno ad anno.
Le precipitazioni medie annue in Bulgaria sono di circa 630 mm. La Dobrugia, nel nord-est, la zona costiera del Mar Nero e parte della pianura della Tracia Settentrionale ricevono meno di 500 mm. Il resto della pianura di Tracia Settentrionale e la piana danubiana prendono anch'esse una quantità minore della media; la Tracia è spesso soggetta a siccità estive. Le zone elevate, su cui si accumulano la maggior parte delle precipitazioni, hanno una quantità media annua di 2 540 mm.
Le valli, sparse attraverso i territori elevati hanno inversioni di temperatura che portano a una stagnazione dell'aria. Sofia si trova in un bacino simile, ma la sua altitudine (circa 530 metri) tende a moderare la temperatura estiva e ad abbassare l'alta umidità oppressiva. Sofia inoltre viene protetta dai venti provenienti dal Nord Europa dalle montagne che circondano il bacino. Le temperature medie di Sofia sono -3 °C in gennaio e circa 21 °C in agosto. Le precipitazioni medie sulla città rientrano nella media del Paese e il clima rimane sufficientemente mite.
Il clima costiero viene moderato dal mar Nero, ma i forti venti e le tempeste violente sono frequenti in inverno. Gli inverni lungo il Danubio sono freddi e pungenti, mentre le basse valli che si aprono verso sud sul confine greco e turco possono avere un clima invernale mite come sulle coste del mar Egeo.

## Ambiente
Come gli altri membri europei del Consiglio per la Mutua Assistenza Economica, la Bulgaria vedeva lo sviluppo industriale senza impedimenti come un segno vitale del benessere sociale e del progresso verso l'ideale socialista. Dato che questa linea di pensiero ha ridotto a un tabù i problemi ambientali nella Bulgaria socialista, i danni ambientali dovuti alla politica industriale sono stati ignorati fino al crollo del regime di Todor Živkov (1962-1989). L'impegno del governo Živkov nell'industria pesante e la mancanza di fondi da investire in misure protettive, costrinse l'élite politica a nascondere i pericoli ambientali, specialmente quando erano in ballo i rapporti con altri Paesi. Le industrie che non rispettavano gli standard di protezione dell'ambiente pagavano una minima tassa simbolica e non c'erano reali incentivi a istituire misure di protezione ambientale. Ancora nel 1990, i politici socialisti minimizzavano gli effetti sulla Bulgaria delle radiazioni provenienti dall'incidente nucleare di Černobyl'. I cittadini vennero informati che non dovevano prendere tavolette di iodio né usare alcuna misura protettiva.
Nel 1991 gli ambientalisti bulgari stimavano che il 60% del territorio agricolo del Paese era stato danneggiato dall'uso eccessivo di pesticidi e fertilizzanti e dalla ricaduta delle polveri industriali; circa due terzi dei fiumi bulgari risultavano inquinati e tra questi lo Jantra veniva classificato come il più sporco d'Europa. In quel momento circa due terzi delle foreste originarie erano state abbattute. A ogni modo, nonostante il governo riconoscesse il bisogno di una migliore protezione ambientale, la Bulgaria stanziò solo 10,4 miliardi di lev.
Probabilmente il problema ambientale più serio si trovava nel porto fluviale di Ruse. Dal 1981 al 1989, l'inquinamento chimico del Danubio che si diffondeva da un impianto che utilizzava cloro e sodio a Giurgiu, Romania, era diventato un argomento proibito in Bulgaria, poiché costituiva una minaccia alle relazioni tra due Paesi del patto di Varsavia. Anche gli impianti chimici di Ruse contribuivano all'inquinamento. Gli ambientalisti della città che si opponevano a questa situazione organizzarono le prime dimostrazioni e il primo gruppo politico indipendente a opporsi al regime Živkov. Nel primo anno di operatività dell'impianto di Giurgiu, i livelli di cloro a Ruse quasi raddoppiarono, superando del doppio il massimo consentito nell'estate del 1990. Più di 3 000 famiglie abbandonarono la città a dispetto delle restrizioni governative che miravano a nascondere il problema. Oltre al cloro e ai suoi sottoprodotti, l'impianto produceva agenti chimici per l'industria della gomma, e nel 1991 alcune fonti riportarono che l'impianto stava elaborando rifiuti industriali dei Paesi occidentali, entrambe attività che avrebbero danneggiato l'ambiente di Ruse. Gli esperti internazionali affermarono che metà delle sostanze inquinanti di Ruse provenivano da Giurgiu, e le altre da industrie bulgare. In risposta all'enorme movimento ambientale bulgaro, alcuni impianti bulgari sono stati chiusi o hanno adottato misure protettitive; a ogni modo, l'impianto di Giurgiu era in fase di espansione nel 1991.
L'inquinamento delle terre agricole da parte di un impianto di lavorazione del rame, vicino alla città di Srednogorie provocò dure critiche da parte dell'opinione pubblica. L'impianto emetteva fumi contenenti rame, piombo e arsenico. Nel 1988 rilasciò acque inquinate potenzialmente tossiche nei fiumi vicini, le cui acque venivano usate per irrigare le coltivazioni della zona tra Plovdiv e Pazardžik, che includeva alcune delle migliori zone agricole della Bulgaria. Risultarono inquinate anche le acque sotterranee vicino a questa zona. Cominciarono quindi i lavori nel tentativo di drenare nel Marica le acque inquinate. Vennero pianificati miglioramenti nella protezione ambientale per l'impianto di lavorazione del rame e per altre tre industrie nell'area di Plovdiv (un'industria per piombo e zinco, un'industria chimica e un'industria di lavorazione dell'uranio), ma ci vorranno anni per implementarle.
Nessuna delle maggiori città della Bulgaria sfugge all'inquinamento ambientali. Le statistiche mostrano che il 70-80% dell'inquinamento dell'aria di Sofia viene causato dalle emissioni delle automobili, dei camion e degli autobus. Le inversioni di temperatura sulla città aggravano il problema. Altri due produttori di agenti inquinanti, la Kremikovci AD, lavorazione metallurgica e la miniera d'uranio a Buhovo (entrambe nella regione sud-occidentale del Paese), contaminano la regione con piombo, diossido di zolfo, acido solforico, etanolo e mercurio. La città di Kărdžali ha subito e subisce ancora un forte inquinamento dovuto ai complessi industriali che usano piombo e zinco. Nel 1973 l'impianto petrolchimico vicino al porto di Burgas rilasciò grandi quantità di cloro in un incidente simile a quello di Srednogorie. Gli ambientalisti stimarono che l'area nel raggio di trenta chilometri dall'impianto era stata resa inabitabile. L'aria di Burgas era inoltre pesantemente inquinata da carbonio e diossido di zolfo in 1990.
Nel 1990 gli scienziati ambientali affermarono che due terzi della popolazione bulgara era soggetta a un qualunque tipo di inquinamento. Nel 1991 la Bulgaria cominciò a chiedere assistenza internazionale per risolvere i problemi ambientali. Oltre a unirsi alla Romania, alla Turchia, e alla Russia in studi scientifici sulla situazione critica del Mar Nero, la Bulgaria ha cercato attivamente tecnologia ambientale ed esperti dall'Europa occidentale e dagli Stati Uniti.

## Geografia politica
La geografia politica bulgara è cambiata molto dall'indipendenza dall'Impero ottomano nel 1878. La Russia, le cui vittorie militari avevano portato alla creazione dello Stato bulgaro, premeva per una "Grande Bulgaria", che includesse anche la Macedonia. Al Congresso di Berlino le grandi potenze europee imposero la formazione di uno Stato molto ridotto, diviso fino al 1885 in un principato di Bulgaria e una provincia autonoma ottomana, la Rumelia orientale.
Regno pienamente indipendente dal 1908 al 1946 e quindi una repubblica, la Bulgaria cercò di espandere il proprio territorio con le due guerre balcaniche del 1912-13 e nelle due guerre mondiali. Uscì sconfitta negli ultimi tre conflitti, che portarono a significative riduzioni del territorio nel 1913 e nel 1919, anche se nel 1947 riacquisì il possesso della Dobrugia meridionale.
Pericoli naturali:
terremoti, frane.
Ambiente - questioni attuali:
inquinamento dell'aria per le emissioni industriali; fiumi inquinati dagli scarichi delle fognature, di metalli pesanti, di detergenti; deforestazione; danneggiamento delle foreste a causa delle piogge acide; contaminazione del suolo da parte dei metalli pesanti degli impianti metallurgici e delle zone industriali.

## Area e confini
Area:

Totale:
110 910 km²

Terre:
110 550 km²

Acque:
360 km²
Area - comparazione:
poco più piccola dell'Italia settentrionale
Confini di terra:

Totale:
1 808 km

Paesi confinanti:
Grecia 494 km, Macedonia del Nord 148 km, Romania 608 km, Serbia 318 km, Turchia 240 km
Linea costiera:
354 km
Punti estremi:

Punto più basso:
Mar Nero 0 m

Punto più alto:
Musala 2 925 m

## Risorse naturali e utilizzo delle terre
Risorse naturali:
bauxite, rame, alluminio, zinco, carbone, legname, terre arabili
Utilizzo delle terre:

Terre arabili:
43%

Raccolti permanenti:
2%

Pascoli permanenti:
14%

Foreste:
38%

Altro:
3% (stima del 1999).
Terre irrigate:
12 370 km² (stima del 1993).